# Pedinotus niger
Pedinotus niger är en stekelart som beskrevs av Marsh 2002. Pedinotus niger ingår i släktet Pedinotus och familjen bracksteklar. Inga underarter finns listade i Catalogue of Life.